# Danh sách quốc gia theo cơ quan lập pháp
Danh sách các quốc gia theo cơ quan lập pháp là một bảng thống kê 248 quốc gia và vùng lãnh thổ theo nghị viện hay quốc hội, là một đại hội có quyền lập pháp. Trong danh sách, ngoài các cơ quan lập pháp của các quốc gia độc lập, có đầy đủ chủ quyền còn có mặt của các cơ quan lập pháp của các lãnh thổ ly khai, vùng quốc hải như: Abkhazia, Nam Ossetia, Nagorno-Karabakh, Bắc Síp, Quần đảo Faroe, Đảo Man, Jersey, Guernsey, Gibraltar, Kosovo, Transnistria, Greenland, Saint Pierre và Miquelon, Bermuda, Quần đảo Falkland, Hồng Kông, Ma Cao...

## Tên cơ quan lập pháp
Trên thực tế, cơ quan lập pháp của một quốc gia thường được gọi chung là Quốc hội, nhưng mỗi quốc gia thường có một cách gọi khác nhau, tên gọi cơ quan lập pháp dưới đây được dịch từ tên dùng phổ biến nhất trong tiếng Anh. Đôi khi được gọi là quốc hội, nghị viện hay đại hội...

## Danh sách cơ quan lập pháp

### Cơ quan lập pháp liên quốc gia
| Tổ chức                    | Tên cơ quan lập pháp | Mức độ viện | Nhiệm kỳ (năm)          | Hệ thống bầu cử                                                | Ghế | Dân số/ghế   | GDP trên ghế (triệu USD) | Link    |
| -------------------------- | -------------------- | ----------- | ----------------------- | -------------------------------------------------------------- | --- | ------------ | ------------------------ | ------- |
| Liên minh châu Âu          | Nghị viện châu Âu    | Đơn viện    | 5                       | trực tiếp, tỷ lệ                                               | 754 | 667,761      | 20,983                   | Website |
| Liên minh châu Phi         | Nghị viện toàn Phi   | Đơn viện    | 5                       | gián tiếp (bổ nhiệm bởi 47 trong 53 cơ quan lập pháp quốc gia) | 265 | 3,974,098.11 | 14.180                   | Website |
| Hệ thống hội nhập Trung Mỹ | Nghị viện Trung Mỹ   | Đơn viện    | Tùy thuộc mỗi quốc gia. | trực tiếp, tỷ lệ                                               | 120 | 426,274.46   | 2,651.175                | Website |

- Nghị viện châu Mỹ Latin
- Nghị viện Arab

### Nghị viện các quốc gia thuộc Liên Hợp Quốc

#### Châu Á
| Quốc gia          | Tên cơ quan lập pháp                                           | Tên theo hệ thống                                                                            | Hệ thống    | Nhiệm kỳ (năm)            | Hệ thống bầu cử | Số ghế | Dân số/ghế | GDP/ghế (Triệu USD) | Link                                                                           |
| ----------------- | -------------------------------------------------------------- | -------------------------------------------------------------------------------------------- | ----------- | ------------------------- | --- | ------ | ---------- | ------------------- | ------------------------------------------------------------------------------ |
| Afghanistan       | Quốc hội (ملی شورا)                                            | Viện Nhân dân (ولسي جرګه Wolesi Jirga)                                                       | Hạ viện     | 5                         | Hệ thống không chuyển phiếu một lần                                                                                           | 249    | 122,168    | 119                 | wj.parliament.af Lưu trữ ngày 20 tháng 2 năm 2016 tại Wayback Machine          |
| Afghanistan       | Quốc hội (ملی شورا)                                            | Viện trưởng lão (مشرانوجرګه Meshrano Jirga)                                                  | Thượng viện | 3, 4 và 5                 | Đa số và do Tổng thống chỉ định                                                                                               | 102    | 298,234    | 291                 | mj.parliament.af Lưu trữ ngày 3 tháng 3 năm 2016 tại Wayback Machine           |
| Armenia           |                                                                | Quốc hội (Ազգային Ժողով Azgayin Zhoghov)                                                     | Đơn viện    | 5                         | bầu trực tiếp và tỷ lệ danh sách đóng                                                                                         | 131    | 24,902     | 136                 | parliament.am                                                                  |
| Azerbaijan        |                                                                | Quốc hội (Azgayin Zhoghov)                                                                   | Đơn viện    | 5                         | Dân bầu | 105    | 24,902     |                     | meclis.gov.az                                                                  |
| Bahrain           | Quốc hội                                                       | Hội đồng Đại diện (Majlis an-nuwab)                                                          | Hạ viện     | 4                         | Dân bầu | 40     | 30,864     | 777                 | nuwab.gov.bh                                                                   |
| Bahrain           | Quốc hội                                                       | Hội đồng Tư vấn (Majlis al-shura)                                                            | Thượng viện | 4                         | Bổ nhiệm bởi Quốc vương | 40     | 30,864     | 777                 | shura.gov.bh Lưu trữ ngày 18 tháng 12 năm 2007 tại Wayback Machine             |
| Bangladesh        |                                                                | Jatiya Sangsad (জাতীয় সংসদ Jatiyo Sangshad)                                                     | Đơn viện    | 5                         | Đa số | 350    | 466,909    | 818                 | parliament.gov.bd                                                              |
| Bhutan            | Nghị viện Bhutan                                               | Quốc hội (རྒྱལ་ཡོངས་ཚོགས་འདུ། Gyelyong Tshogdu)                                                   | Hạ viện     | 5                         | Dân bầu | 47     | 15,072     | 91                  | nab.gov.bt                                                                     |
| Bhutan            | Nghị viện Bhutan                                               | Hội đồng Quốc gia (རྒྱལ་ཡོངས་ཚོགས་སྡེ། Gyelyong Tshogde)                                           | Thượng viện | 4                         | Đa số và bổ nhiệm bởi Quốc vương                                                                                              | 25     | 28,337     | 171                 | nationalcouncil.bt                                                             |
| Brunei            |                                                                | Hội đồng Lập pháp                                                                            | Đơn viện    | Không có thời gian cụ thể | Dân bầu và bổ nhiệm bởi sultan                                                                                                | 36     | 11,355     | 582                 | majlis-mesyuarat.gov.bn Lưu trữ ngày 6 tháng 7 năm 2012 tại Wayback Machine    |
| Campuchia         | Nghị viện (សភាតំណាងរាស្ត្រ ព្រះរាជាណាចក្រកម្ពុជា)                             | Quốc hội (រដ្ឋសភាជាតិ; Rotsaphea)                                                                | Hạ viện     | 5                         | dân bầu | 123    | 108,852    | 272                 | national-assembly.org.kh Lưu trữ ngày 2 tháng 11 năm 2011 tại Wayback Machine  |
| Campuchia         | Nghị viện (សភាតំណាងរាស្ត្រ ព្រះរាជាណាចក្រកម្ពុជា)                             | Thượng viện (ព្រឹទ្ធសភា; Protsaphea)                                                             | Thượng viện | 5                         | bổ nhiệm bởi Quốc vương, bầu bởi Quốc hội và Hội đồng Công xã                                                                 | 61     | 219,490    | 548                 | senate.gov.kh                                                                  |
| Trung Quốc        |                                                                | Đại hội Đại biểu Nhân dân Toàn quốc (全国人民代表大会 Quánguó Rénmín Dàibiǎo Dàhuì)          | Đơn viện    | 5                         | bầu bởi đại hội tỉnh, hành, khu và quân đội Giải phóng Nhân dân                                                               | 2,987  | 448,518    | 3,783               | npc.gov.cn                                                                     |
| Síp               |                                                                | Quốc hội (Βουλή των Αντιπροσώπων Vouli Antiprosópon / Temsilciler Meclisi)                   | Đơn viện    | 5                         | dân bầu | 59     | 18,632     | 402                 | parliament.cy                                                                  |
| Đông Timor        |                                                                | Nghị viện Quốc gia (Parlamento Nacional)                                                     | Đơn viện    | 5                         | tỷ lệ | 65     | 16,408     | 146                 | parlamento.tl                                                                  |
| Gruzia            |                                                                | Quốc hội (საქართველოს პარლამენტი Sak'art'velos Parlamenti)                                   | Đơn viện    | 4                         | tỷ lệ danh sách đóng và đa số                                                                                                 | 150    | 29,794     | 163                 | parliament.ge                                                                  |
| Ấn Độ             | Quốc hội (संसद Sansad)                                          | Viện Nhân dân (लोक सभा Lok Sabha)                                                              | Hạ viện     | 5                         | dân bầu và bổ nhiệm bởi Tổng thống                                                                                            | 545    | 2,192,379  | 8,075               | loksabha.gov.in                                                                |
| Ấn Độ             | Quốc hội (संसद Sansad)                                          | Viện Liên bang (राज्य सभा Rajya Sabha)                                                          | Thượng viện | 6                         | bổ nhiệm bởi Tổng thống và bầu bởi thành viên của bang và vùng lãnh thổ                                                       | 250    | 4,840,773  | 17,831              | rajyasabha.nic.in                                                              |
| Indonesia         | Hội nghị Hiệp thương Nhân dân (Majelis Permusyawaratan Rakyat) | Hội đồng Đại diện Nhân dân (Dewan Perwakilan Rakyat)                                         | Hạ viện     | 5                         | tỷ lệ danh sách mở | 560    | 423,972    | 2,008               | dpr.go.id Lưu trữ ngày 4 tháng 2 năm 2012 tại Wayback Machine                  |
| Indonesia         | Hội nghị Hiệp thương Nhân dân (Majelis Permusyawaratan Rakyat) | Hội đồng Đại diện Khu vực (Dewan Perwakilan Daerah)                                          | Thượng viện | 5                         | Hệ thống không chuyển phiếu một lần                                                                                           | 132    | 1,798,669  | 8,520               | dpd.go.id Lưu trữ ngày 3 tháng 12 năm 2016 tại Wayback Machine                 |
| Iran              |                                                                | Quốc hội (مجلس Majlis)                                                                       | Đơn viện    | 4                         | dân bầu | 290    | 259,136    | 3,414               | majlis.ir Lưu trữ ngày 25 tháng 9 năm 2017 tại Wayback Machine                 |
| Iraq              |                                                                | Hội đồng Đại diện Iraq (مجلس النواب العراقي Majlis Al-Niwab Al-Iraqi)                        | Đơn viện    | 4                         | tỷ lệ danh sách mở | 325    | 95,782     | 392                 | parliament.iq                                                                  |
| Israel            |                                                                | Quốc hội (כנסת Knesset)                                                                      | Đơn viện    | 4                         | tỷ lệ danh sách đóng | 120    | 61,768     | 1,960               | knesset.gov.il                                                                 |
| Nhật Bản          | Quốc hội (国会 Kokkai)                                         | Chúng Nghị viện (衆議院 Shūgiin)                                                             | Hạ viện     | 4                         | tỷ lệ và đa số | 480    | 266,783    | 9,250               | shugiin.go.jp                                                                  |
| Nhật Bản          | Quốc hội (国会 Kokkai)                                         | Tham Nghị viện (参議院 Sangiin)                                                              | Thượng viện | 6                         | tỷ lệ | 242    | 529,157    | 18,348              | sangiin.go.jp                                                                  |
| Jordan            | Quốc hội (مجلس الأمة Majlis al-Umma)                           | Hội nghị Đại biểu (مجلس النواب Majlis al-Nuwaab)                                             | Hạ viện     | 4                         | Hệ thống không chuyển phiếu một lần                                                                                           | 120    | 46,760     | 307                 | representatives.jo                                                             |
| Jordan            | Quốc hội (مجلس الأمة Majlis al-Umma)                           | Hội nghị Thượng nghị sĩ (مجلس الأعيان Majlis al-Aayan)                                       | Thượng viện | 6                         | bổ nhiệm bởi Quốc vương | 60     | 93,520     | 614                 | senate.jo                                                                      |
| Kazakhstan        | Nghị viện (Parlamenti)                                         | Hội nghị (Mazhilis)                                                                          | Hạ viện     | 5                         | | 77     | 207,854    | 2,815               | parlam.kz                                                                      |
| Kazakhstan        | Nghị viện (Parlamenti)                                         | Thượng viện                                                                                  | Thượng viện | 6                         | bổ nhiệm bởi Tổng thống và bầu bởi Hội nghị địa phương                                                                        | 47     | 340,527    | 4,612               | parlam.kz                                                                      |
| CHDCND Triều Tiên |                                                                | Hội đồng Nhân dân Tối cao (최고인민회의 Ch'oe-go In-min Hoe-ŭi)                              | Đơn viện    | 5                         | dân bầu | 687    | 36,390     | 58                  |                                                                                |
| Hàn Quốc          |                                                                | Quốc hội (국회 Gukhoe)                                                                       | Đơn viện    | 4                         | đa số và tỷ lệ | 300    | 166,691    | 5,180               | korea.na.go.kr                                                                 |
| Kuwait            |                                                                | Quốc hội (مجلس الأمة Majlis al-Umma)                                                         | Đơn viện    | 4                         | dân bầu bổ nhiệm bởi Thủ tướng                                                                                                | 50     | 71,328     | 3,070               | kna.kw                                                                         |
| Kyrgyzstan        |                                                                | Hội đồng Tối cao (Joghorku Keneš)                                                            | Đơn viện    | 5                         | dân bầu | 120    | 44,690     | 109                 | kenesh.kg Lưu trữ ngày 18 tháng 2 năm 2016 tại Wayback Machine                 |
| Lào               |                                                                | Quốc hội (Sapha Heng Xat)                                                                    | Đơn viện    | 5                         | dân bầu | 115    | 48,148     | 151                 | na.gov.la Lưu trữ ngày 4 tháng 3 năm 2011 tại Wayback Machine                  |
| Liban             |                                                                | Hội nghị Đại biểu (مجلس النواب Majlis an-Nuwwab)                                             | Đơn viện    | 4                         | dân bầu | 128    | 33,000     | 480                 | lp.gov.lb                                                                      |
| Malaysia          | Nghị viện (Parlimen)                                           | Hạ viện (Dewan Rakyat)                                                                       | Hạ viện     | 5                         | Đầu phiếu đa số tương đối | 222    | 127,631    | 2,014               | parlimen.gov.my                                                                |
| Malaysia          | Nghị viện (Parlimen)                                           | Thượng viện(Dewan Negara)                                                                    | Thượng viện | 3                         | 26 bổ nhiệm bởi Hội nghị Lập pháp Nhà nước, 2 cho mỗi bang và 44 bổ nhiệm bởi Yang di-Pertuan Agong, 4 cho lãnh thổ liên bang | 70     | 404,773    | 6,389               | parlimen.gov.my                                                                |
| Maldives          |                                                                | Hội nghị (Majlis)                                                                            | Đơn viện    | 5                         | Đầu phiếu đa số tương đối | 77     | 4,266      | 36                  | majlis.gov.mv                                                                  |
| Mông Cổ           |                                                                | Đại Khural Quốc gia (Улсын Их Хурал Ulsyn Ich-Chural)                                        | Đơn viện    |                           | | 76     | 36,245     | 174                 | parliament.mn                                                                  |
| Myanmar           | Quốc hội Liên bang (Pyidaungsu Hluttaw)                        | Hạ viện (Pyithu Hluttaw)                                                                     | Hạ viện     | 5                         | dân bầu và bổ nhiệm bởi quân sự                                                                                               | 440    | 137,000    | 187                 | pyithuhluttaw.gov.mm Lưu trữ ngày 21 tháng 4 năm 2019 tại Wayback Machine      |
| Myanmar           | Quốc hội Liên bang (Pyidaungsu Hluttaw)                        | Viện Dân tộc (Amyotha Hluttaw)                                                               | Thượng viện | 5                         | dân bầu và bổ nhiệm bởi quân sự                                                                                               | 224    | 269,107    | 369                 |                                                                                |
| Nepal             |                                                                | Quốc hội Liên bang Nepal (Sansad Bhawan)                                                     | Đơn viện    |                           | | 601    | 44,294     | 62                  | parliament.gov.np                                                              |
| Oman              | Hội đồng Oman                                                  | Hội nghị Lập hiến (Majlis al-Shura)                                                          | Hạ viện     |                           | | 84     | 33,017     | 973                 | shura.om Lưu trữ ngày 31 tháng 10 năm 2008 tại Wayback Machine                 |
| Oman              | Hội đồng Oman                                                  | Hội nghị Nhà nước (Majlis al-Dawla)                                                          | Thượng viện |                           | | 83     | 33415      | 985                 | omanet.om Lưu trữ ngày 26 tháng 10 năm 2008 tại Wayback Machine                |
| Pakistan          | Nghị viện Pakistan (پارلیمنٹ)                                  | Quốc hội (ایوان زیریں پاکستان)                                                               | Hạ viện     |                           | | 336    | 537,023    | 1,454               | na.gov.pk                                                                      |
| Pakistan          | Nghị viện Pakistan (پارلیمنٹ)                                  | Thượng viện (ایوانِ بالا)                                                                     | Thượng viện |                           | | 104    | 1,735,000  | 4,697               | senate.gov.pk                                                                  |
| Philippines       | Quốc hội (Kongreso)                                            | Viện dân biểu (Kapulungán ng mga Kinatawán / Mababang Kapulungán / Cámara de Representantes) | Hạ viện     | 3                         | danh sách đóng và Đầu phiếu đa số tương đối                                                                                   | 292    | 355,393    | 1,365               | congress.gov.ph                                                                |
| Philippines       | Quốc hội (Kongreso)                                            | Thượng viện (Senado / Mataás na Kapulungán)                                                  | Thượng viện | 6                         | bỏ phiếu khối | 24     | 4,323,958  | 16,267              | senate.gov.ph                                                                  |
| Qatar             |                                                                | Hội nghị Lập hiến (Majlis ash-Shura)                                                         | Đơn viện    |                           | | 35     | 52,958     | 5,200               |                                                                                |
| Ả Rập Xê Út       |                                                                | Hội nghị Lập hiến (Majlis ash-Shura)                                                         | Đơn viện    |                           | | 150    | 189,175    | 4,551               | shura.gov.sa                                                                   |
| Singapore         |                                                                | Quốc hội                                                                                     | Đơn viện    |                           | Đầu phiếu đa số tương đối (đại biểu) và bổ nhiệm bởi Tổng thống (đại biểu không lập pháp)                                     | 99     | 52,360     | 3,180               | parliament.gov.sg                                                              |
| Sri Lanka         |                                                                | Quốc hội (ශ්‍රී ලංකා පාර්ලිමේන්තුව (Sinhala)/ இலங்கை பாராளுமன்றம் (Tamil))                                      | Đơn viện    |                           | | 225    | 90,122     | 517                 | parliament.lk                                                                  |
| Syria             |                                                                | Hội nghị Nhân dân (Majlis al-Sha'ab)                                                         | Đơn viện    |                           | | 250    | 86,964     | 240                 | parliament.sy                                                                  |
| Tajikistan        | Hội nghị Tối cao (Majlisi Oli)                                 | Hội nghị Đại biểu (Majlisi Mamoyandogan)                                                     | Hạ viện     |                           | | 63     | 123,809    | 257                 |                                                                                |
| Tajikistan        | Hội nghị Tối cao (Majlisi Oli)                                 | Quốc hội (Majlisi Milliy)                                                                    | Thượng viện |                           | | 33     | 236,363    | 491                 |                                                                                |
| Thái Lan          | Quốc hội (รัฐสภา;Rathasapha)                                    | Viện dân biểu (สภาผู้แทนราษฎร; Saphaputhan Ratsadon)                                           | Hạ viện     |                           | | 500    | 130,958    | 1,204               | parliament.go.th                                                               |
| Thái Lan          | Quốc hội (รัฐสภา;Rathasapha)                                    | Thượng viện (วุฒิสภา;Wuthisapha)                                                               | Thượng viện |                           | | 150    | 436,529    | 4,013               | senate.go.th Lưu trữ ngày 23 tháng 2 năm 2015 tại Wayback Machine              |
| Thổ Nhĩ Kỳ        |                                                                | Hội nghị Đại quốc dân Thổ Nhĩ Kỳ (Türkiye Büyük Millet Meclisi)                              | Đơn viện    |                           | | 550    | 135,862    | 1,951               | tbmm.gov.tr Lưu trữ ngày 18 tháng 8 năm 2018 tại Wayback Machine               |
| Turkmenistan      |                                                                | Hội nghị (Mejlis)                                                                            | Đơn viện    |                           | | 125    | 41,360     | 346                 |                                                                                |
| UAE               |                                                                | Quốc hội Liên bang (المجلس الوطني الإتحادي Majlis Watani Ittihad)                            | Đơn viện    |                           | | 40     | 206,601    | 6,470               | almajles.gov.ae                                                                |
| Uzbekistan        | Hội nghị Tối cao (Oliy Majlis)                                 | Viện Lập pháp                                                                                | Hạ viện     |                           | | 150    | 194,156    | 634                 | parliament.gov.uz                                                              |
| Uzbekistan        | Hội nghị Tối cao (Oliy Majlis)                                 | Thượng viện                                                                                  | Thượng viện |                           | | 100    | 291,234    | 952                 | enat.gov.uz Lưu trữ ngày 11 tháng 2 năm 2016 tại Wayback Machine               |
| Việt Nam          |                                                                | Quốc hội                                                                                     | Đơn viện    | 5                         | dân bầu | 498    | 176,385    | 602                 | na.gov.vn Lưu trữ ngày 9 tháng 7 năm 2010 tại Library of Congress Web Archives |
| Yemen             |                                                                | Hội nghị Đại biểu (Majlis al-Nuwaab)                                                         | Đơn viện    |                           | | 301    | 81,485     | 192                 |                                                                                |

#### Châu Âu
| Quốc gia             | Tên cơ quan lập pháp                                                               | Tên theo hệ thống                                                                                  | Hệ thống                       | Nhiệm kỳ (năm) | Hệ thống bầu cử | Số ghế | Dân số/ghế | GDP/ghế (Triệu USD) | Link                                                                               |
| -------------------- | ---------------------------------------------------------------------------------- | -------------------------------------------------------------------------------------------------- | ------------------------------ | -------------- | --- | ------ | ---------- | ------------------- | ---------------------------------------------------------------------------------- |
| Albania              |                                                                                    | Quốc hội Albania (Kuvendi i Shqipërisë)                                                            | Đơn viện                       | 4              | tỷ lệ danh sách đóng | 140    | 20,226     | 177                 | parlament.al                                                                       |
| Andorra              |                                                                                    | Tổng Hội đồng của Thung lũng (Consell General de les Valls)                                        | Đơn viện                       | 4              | tỷ lệ danh sách đóng | 28     | 2,789      | 161                 | consellgeneral.ad                                                                  |
| Áo                   | Quốc hội (Bundesversammlung)                                                       | Hội đồng Quốc gia (Nationalrat)                                                                    | Hạ viện                        | 5              | tỷ lệ hỗn hợp | 183    | 43,895     | 1,923               | parlament.gv.at Lưu trữ ngày 23 tháng 2 năm 2016 tại Wayback Machine               |
| Áo                   | Quốc hội (Bundesversammlung)                                                       | Hội đồng Liên bang (Bundesrat)                                                                     | Thượng viện                    | 5 and 6        | bổ nhiệm bởi nghị viện bang | 62     | 129,563    | 5,677               | parlament.gv.at Lưu trữ ngày 23 tháng 2 năm 2016 tại Wayback Machine               |
| Belarus              | Quốc hội (Нацыянальны сход Nacyjanaĺny schod / Национальное собрание)              | Hạ viện (Палата прадстаўнікоў Palata pradstaŭnikoŭ / Палата представителей)                        | Hạ viện                        | 4              | tỷ lệ | 110    | 85,997     |                     |                                                                                    |
| Belarus              | Quốc hội (Нацыянальны сход Nacyjanaĺny schod / Национальное собрание)              | Thượng viện (Савет Рэспублікі Saviet Respubliki / Совет Республики)                                | Thượng viện                    | 4              | bàu bởi nghị viện địa phương | 64     | 147,773    |                     |                                                                                    |
| Bỉ                   | Nghị viện Liên bang (Federaal Parlement / Parlement fédéral / Föderales Parlament) | Viện Đại biểu (Kamer van Volksvertegenwoordigers / Chambre des Représentants / Abgeordnetenkammer) | Hạ viện                        | 5              | tỷ lệ | 150    | 74,000     | 2,897               | lachambre.be                                                                       |
| Bỉ                   | Nghị viện Liên bang (Federaal Parlement / Parlement fédéral / Föderales Parlament) | Thượng viện (Senaat / Sénat / Senat)                                                               | Thượng viện                    | 5              | bàu bởi nghị viện địa phương | 60     | 185,000    | 7,242               | senate.be                                                                          |
| Bosna và Hercegovina | Nghị viện Hội đồng (Skupština)                                                     | Viện Đại biểu ('Представнички Дом / Predstavnički Dom)                                             | Hạ viện                        | 4              | tỷ lệ | 42     | 91,422     | 753                 | parlament.ba                                                                       |
| Bosna và Hercegovina | Nghị viện Hội đồng (Skupština)                                                     | Viện Nhân dân (Dom Naroda)                                                                         | Thượng viện                    | 4              | bổ nhiệm bởi nghị viện và hội đồng cấp thấp | 15     | 255,982    | 2,109               | parlament.ba Lưu trữ ngày 22 tháng 3 năm 2016 tại Wayback Machine                  |
| Bulgaria             |                                                                                    | Quốc hội (Народно събрание Narodno sabranie)                                                       | Đơn viện                       | 4              | dân bầu | 240    | 30,685     | 420                 | parliament.bg Lưu trữ ngày 3 tháng 3 năm 2016 tại Wayback Machine                  |
| Croatia              |                                                                                    | Quốc hội Croatia (Hrvatski sabor)                                                                  | Đơn viện                       | 4              | tỷ lệ danh sách đóng | 151    | 28,414     | 532                 | sabor.hr                                                                           |
| Cộng hòa Séc         | Quốc hội (Parlament České republiky)                                               | Viện Đại biểu (Poslanecká sněmovna)                                                                | Hạ viện                        | 4              | dân bầu | 200    | 52,811     | 1,424               | psp.cz                                                                             |
| Cộng hòa Séc         | Quốc hội (Parlament České republiky)                                               | Thượng viện (Senát)                                                                                | Thượng viện                    | 6              | dân bầu | 81     | 130,397    | 3,517               | senat.cz                                                                           |
| Đan Mạch             |                                                                                    | Quốc hội (Folketing)                                                                               | Đơn viện                       | 4              | tỷ lệ hỗn hợp | 179    | 30,969     | 1,154               | ft.dk                                                                              |
| Estonia              |                                                                                    | Quốc hội (Riigikogu)                                                                               | Đơn viện                       | 4              | Nghị viện | 101    | 12,814     | 270                 | riigikogu.ee                                                                       |
| Phần Lan             |                                                                                    | Quốc hội (Eduskunta)                                                                               | Đơn viện                       | 4              | tỷ lệ danh sách mở | 200    | 25,900     | 978                 | eduskunta.fi                                                                       |
| Pháp                 | Nghị viện (Parlement)                                                              | Hạ viện (Assemblée nationale)                                                                      | Hạ viện                        | 5              | đa số | 577    | 113,258    | 3,843               | assemblee-nationale.fr                                                             |
| Pháp                 | Nghị viện (Parlement)                                                              | Thượng viện (Sénat)                                                                                | Thượng viện                    | 6              | bầu bởi hội đoàn | 348    | 187,787    | 6,373               | senat.fr                                                                           |
| Đức                  |                                                                                    | Quốc hội Liên bang (Bundestag)                                                                     | Hạ viện (không chính thức)     | 4              | đa số và tỷ lệ danh sách đóng | 620    | 131,934    | 4,998               | bundestag.de                                                                       |
| Đức                  |                                                                                    | Hội đồng Liên bang (Bundesrat)                                                                     | Thượng viện (không chính thức) |                | bầu bởi chính quyền bang | 69     | 1,185,501  | 44,914              | bundesrat.de                                                                       |
| Hy Lạp               |                                                                                    | Nghị viện Hy Lạp (Βουλή των Ελλήνων Vouli ton Ellinon)                                             | Đơn viện                       | 4              | dân bầu | 300    | 35,958     | 981                 | hellenicparliament.gr                                                              |
| Hungary              |                                                                                    | Quốc hội (Országgyűlés)                                                                            | Đơn viện                       | 4              | tỷ lệ danh sách mở và Scorporo | 199    | 25,860     | 506                 | mkogy.hu                                                                           |
| Iceland              |                                                                                    | Quốc hội Toàn thể (Alþingi)                                                                        | Đơn viện                       | 4              | tỷ lệ hỗn hợp | 63     | 5,080      | 196                 | althingi.is                                                                        |
| Ireland              | Quốc hội (Oireachtas)                                                              | Hạ viện Ireland (Dáil Éireann)                                                                     | Hạ viện                        | 5              | Đại diện tỷ lệ chuyển phiếu một lần | 166    | 27,640     | 1,093               | oireachtas.ie                                                                      |
| Ireland              | Quốc hội (Oireachtas)                                                              | Thượng viện Ireland (Seanad Éireann)                                                               | Thượng viện                    | 5              | bổ nhiệm bởi Thủ tướng và bầu bởi tập thể | 60     | 76,470     | 3,026               | oireachtas.ie                                                                      |
| Ý                    | Nghị viện (Parlamento)                                                             | Viện Đại biểu (Camera dei Deputati)                                                                | Hạ viện                        | 5              | tỷ lệ danh sách đóng | 630    | 94,556     | 2,931               | camera.it                                                                          |
| Ý                    | Nghị viện (Parlamento)                                                             | Thượng viện Cộng hòa (Senato della Repubblica)                                                     | Thượng viện                    | 5              | tỷ lệ danh sách đóng và bổ nhiệm bởi Tổng thống | 315    | 189,112    | 5,863               | senato.it                                                                          |
| Latvia               |                                                                                    | Nghị viện (Saeima)                                                                                 | Đơn viện                       | 4              | tỷ lệ danh sách đóng | 100    | 20,703     | 349                 | saeima.lv                                                                          |
| Liechtenstein        |                                                                                    | Quốc hội (Landtag)                                                                                 | Đơn viện                       | 4              | tỷ lệ danh sách đóng | 25     | 1,451      | 201                 | landtag.li                                                                         |
| Litva                |                                                                                    | Nghị viện (Seimas)                                                                                 | Đơn viện                       | 4              | tỷ lệ | 141    | 21,658     | 436                 | lrs.lt Lưu trữ ngày 21 tháng 2 năm 2016 tại Wayback Machine                        |
| Luxembourg           |                                                                                    | Viện Đại biểu (D'Chamber)                                                                          | Đơn viện                       | 5              | dân bầu | 60     | 8,484      | 687                 | chd.lu                                                                             |
| Malta                |                                                                                    | Hạ viện (Kamra tad-Deputati)                                                                       | Đơn viện                       | 5              | Hệ thống chuyển phiếu một lần | 69     | 5,950      | 155                 | parlament.mt Lưu trữ ngày 10 tháng 9 năm 2011 tại Library of Congress Web Archives |
| Moldova              |                                                                                    | Nghị viện (Parlamentul)                                                                            | Đơn viện                       |                | | 101    | 33,498     | 118                 | parlament.md                                                                       |
| Monaco               |                                                                                    | Hội đồng Quốc gia (Conseil National)                                                               | Đơn viện                       |                | | 24     | 1,473      | 227                 | conseil-national.mc                                                                |
| Montenegro           |                                                                                    | Quốc hội (Skupština / Скупштина)                                                                   | Đơn viện                       |                | | 81     | 7,719      | 88                  | skupstina.me                                                                       |
| Hà Lan               | Nghị viện (Staten-Generaal)                                                        | Hạ viện (Tweede Kamer, Viện thứ 2)                                                                 | Hạ viện                        |                | | 150    | 111,533    | 4,693               | tweedekamer.nl                                                                     |
| Hà Lan               | Nghị viện (Staten-Generaal)                                                        | Thượng viện (Eerste Kamer, Viện thứ 1)                                                             | Thượng viện                    |                | | 75     | 223,066    | 9,387               | eerstekamer.nl                                                                     |
| Bắc Macedonia        |                                                                                    | Quốc hội (Собрание Sobranie)                                                                       | Đơn viện                       |                | | 123    | 16,736     | 173                 | sobranie.mk                                                                        |
| Na Uy                |                                                                                    | Đại Quốc hội (Storting)                                                                            | Đơn viện                       |                | tỷ lệ hỗn hợp | 169    | 29,785     | 1,573               | stortinget.no                                                                      |
| Ba Lan               | Quốc hội (Zgromadzenie Narodowe)                                                   | Sejm                                                                                               | Hạ viện                        | 4              | tỷ lệ danh sách mở | 460    | 83,697     | 1,677               | sejm.gov.pl                                                                        |
| Ba Lan               | Quốc hội (Zgromadzenie Narodowe)                                                   | Thượng viện (Senat)                                                                                | Thượng viện                    | 4              | đa số | 100    | 385,010    | 7,716               | senat.gov.pl Lưu trữ ngày 11 tháng 7 năm 2009 tại Wayback Machine                  |
| Bồ Đào Nha           |                                                                                    | Quốc hội (Assembleia da República)                                                                 | Đơn viện                       |                | tỷ lệ danh sách Đảng | 230    | 45,920     | 1,082               | parlamento.pt                                                                      |
| România              | Nghị viện (Parlamentul)                                                            | Viện Đại biểu (Camera Deputaţilor)                                                                 | Hạ viện                        |                | | 326    | 58,416     | 819                 | cdep.ro Lưu trữ ngày 24 tháng 2 năm 2016 tại Wayback Machine                       |
| România              | Nghị viện (Parlamentul)                                                            | Thượng viện (Senat)                                                                                | Thượng viện                    |                | | 137    | 139,005    | 1,950               | senat.ro                                                                           |
| Nga                  | Quốc hội Liên bang (Федеральное Собрание Federalnoye Sobraniye)                    | Duma Quốc gia (Государственная Дума Gosudarstvennaya Duma)                                         | Hạ viện                        |                | tỷ lệ danh sách Đảng | 450    | 318,000    | 5,296               | duma.gov.ru                                                                        |
| Nga                  | Quốc hội Liên bang (Федеральное Собрание Federalnoye Sobraniye)                    | Hội đồng Liên bang (Совет Федерации Sovet Federatsii)                                              | Thượng viện                    |                | | 166    | 862,048    | 14,357              | council.gov.ru                                                                     |
| San Marino           |                                                                                    | Hội đồng chung và cao quý (Consiglio Grande e Generale)                                            | Đơn viện                       |                | | 60     | 536        | 18                  | consigliograndeegenerale.sm                                                        |
| Serbia               |                                                                                    | Quốc hội (Народна скупштина / Narodna Skupština)                                                   | Đơn viện                       |                | | 250    | 28,482     | 315                 | parlament.gov.rs                                                                   |
| Slovakia             |                                                                                    | Hội đồng Quốc gia (Národná rada)                                                                   | Đơn viện                       |                | | 150    | 35,980     | 846                 | nrsr.sk                                                                            |
| Slovenia             | Nghị viện (Državni zbor Republike Slovenije)                                       | Quốc hội (Državni zbor)                                                                            | Hạ viện                        |                | | 90     | 22,779     | 643                 | dz-rs.si                                                                           |
| Slovenia             | Nghị viện (Državni zbor Republike Slovenije)                                       | Hội đồng Quốc gia (Državni svet)                                                                   | Thượng                         |                | | 40     | 51,254     | 1,447               | ds-rs.si Lưu trữ ngày 25 tháng 2 năm 2016 tại Wayback Machine                      |
| Tây Ban Nha          | Quốc hội (Cortes Generales)                                                        | Đại hội Đại biểu (Congreso de los Diputados)                                                       | Hạ viện                        |                | tỷ lệ danh sách đóng | 350    | 131,894    | 4,038               | congreso.es                                                                        |
| Tây Ban Nha          | Quốc hội (Cortes Generales)                                                        | Thượng viện (Senado)                                                                               | Thượng viện                    |                | | 266    | 173,545    | 5,313               | senado.es                                                                          |
| Thụy Điển            |                                                                                    | Quốc hội                                                                                           | Đơn viện                       | 4              | tỷ lệ | 349    | 27,286     | 1,093               | riksdagen.se                                                                       |
| Thụy Sĩ              | Quốc hội Liên bang (Bundesversammlung, Assemblée fédérale, Assemblea federale)     | Hội đồng Quốc gia (Nationalrat, Conseil National, Consiglio Nazionale)                             | Hạ viện                        |                | | 200    | 40,000     | 1,699               | parliament.ch                                                                      |
| Thụy Sĩ              | Quốc hội Liên bang (Bundesversammlung, Assemblée fédérale, Assemblea federale)     | Hội đồng Nhà nước (Ständerat, Conseil des Etats, Consiglio degli Stati)                            | Thượng viện                    |                | | 46     | 173,913    | 7,388               | parliament.ch                                                                      |
| Ukraina              |                                                                                    | Hội đồng Tối cao (Верховна Рада Verkhovna Rada)                                                    | Đơn viện                       |                | | 450    | 101,248    | 732                 | rada.gov.ua Lưu trữ ngày 23 tháng 12 năm 2007 tại Wayback Machine                  |
| Vương quốc Anh       | Nghị viện                                                                          | Viện Thứ dân                                                                                       | Hạ viện                        | 5              | Đầu phiếu đa số tương đối | 650    | 95,787     | 3,478               | parliament.uk                                                                      |
| Vương quốc Anh       | Nghị viện                                                                          | Viện Quý tộc                                                                                       | Thượng viện                    | Hết đời        | Quý tộc hết đời được bổ nhiệm bởi Quân vương theo lời khuyên của Thủ tướng. 92 được bầu từ quý tộc cha truyền con nối sử dụng bầu đại diện. 26 Huân tước tôn giao là giám mục của Giáo hội Anh. | 765    | 81,388     | 2,955               | parliament.uk                                                                      |
| Thành Vatican        |                                                                                    | Ủy ban Giáo hoàng (Pontificia Commissione per lo Stato della Città del Vaticano)                   | Đơn viện                       |                | | 7      | 114        |                     |                                                                                    |

#### Châu Phi
| Quốc gia             | Tên cơ quan lập pháp                 | Tên theo hệ thống                                                     | Hệ thống    | Nhiệm kỳ (năm) | Hệ thống bầu cử                                                    | Số ghế | Dân số/ghế | GDP/ghế (Triệu USD) | Link                                                                              |
| -------------------- | ------------------------------------ | --------------------------------------------------------------------- | ----------- | -------------- | ------------------------------------------------------------------ | ------ | ---------- | ------------------- | --------------------------------------------------------------------------------- |
| Algérie              | Nghị viện (البرلمان الجزائري)        | Đại Hội đồng Nhân dân (al-Majlis al-Sha'abi al-Watani)                | Hạ viện     | 6              | tỷ lệ danh sách mở                                                 | 462    | 80,303     | 439                 | apn-dz.org                                                                        |
| Algérie              | Nghị viện (البرلمان الجزائري)        | Hội đồng Dân tộc (al-Majlis al-Umma)                                  | Thượng viện | 5              | bầu gián tiếp và bổ nhiệm bởi Tổng thống                           | 144    | 257,638    | 1,830               | majliselouma.dz Lưu trữ ngày 24 tháng 10 năm 2011 tại Wayback Machine             |
| Angola               |                                      | Quốc hội (Assembleia Nacional)                                        | Đơn viện    | 4              | tỷ lệ danh sách Đảng                                               | 220    | 84,081     | 525                 | parlamento.ao Lưu trữ ngày 14 tháng 2 năm 2018 tại Wayback Machine                |
| Bénin                |                                      | Quốc hội (Assemblée Nationale)                                        | Đơn viện    | 4              | dân bầu                                                            | 83     | 115,648    | 176                 | gouv.bj Lưu trữ ngày 20 tháng 7 năm 2015 tại Wayback Machine                      |
| Botswana             | Nghị viện (Parliament)               | Quốc hội (National Assembly)                                          | Đơn viện    | 5              | dân bầu, Đảng đa số và bổ nhiệm bởi Tổng thống                     | 63     | 32,211     | 471                 | parliament.gov.bw Lưu trữ ngày 28 tháng 6 năm 2009 tại Wayback Machine            |
| Burkina Faso         |                                      | Quốc hội (Assemblée Nationale)                                        | Đơn viện    | 5              | dân bầu                                                            | 111    | 126,281    | 198                 | an.bf Lưu trữ ngày 28 tháng 1 năm 2006 tại Wayback Machine                        |
| Burundi              | Nghị viện (Parlement)                | Quốc hội (Assemblée nationale)                                        | Hạ viện     | 5              | bỏ phiếu trực tiếp và bổ nhiệm bởi Ủy ban bầu cử                   | 118    | 74,570     | 43                  | assemblee.bi                                                                      |
| Burundi              | Nghị viện (Parlement)                | Thượng viện (Sénat)                                                   | Thượng viện | 5              | bỏ phiếu gián tiếp và bổ nhiệm bởi nhóm sắc tộc                    | 49     | 179,577    | 105                 | senat.bi                                                                          |
| Cameroon             | Nghị viện (Parlement)                | Quốc hội                                                              | Hạ viện     | 5              | dân bầu                                                            | 180    | 97,021     | 262                 | assemblenationale.cm Lưu trữ ngày 5 tháng 8 năm 2009 tại Wayback Machine          |
| Cameroon             | Nghị viện (Parlement)                | Thượng viện (Senate)                                                  | Thượng viện | 5              | bỏ phiếu gián tiếp (70), bổ nhiệm (30)                             | 100    | 174,638    | 472                 | ipu.org                                                                           |
| Cabo Verde           |                                      | Quốc hội (Nacional)                                                   | Đơn viện    | 5              | tỷ lệ danh sách Đảng                                               | 72     | 4,990      | 20                  | parlamento.cv                                                                     |
| Cộng hòa Trung Phi   |                                      | Quốc hội (Assemblée nationale)                                        | Đơn viện    | 5              | bầu lại đa số                                                      | 100    | 38,951     | 36                  | assembleenationale-rca.org Lưu trữ ngày 5 tháng 3 năm 2016 tại Wayback Machine    |
| Tchad                |                                      | Quốc hội (Assemblée nationale)                                        | Đơn viện    | 4              | đa số và tỷ lệ                                                     | 155    | 66,640     | 126                 |                                                                                   |
| Comoros              |                                      | Hội nghị Thống nhất (Assemblée de la Union)                           | Đơn viện    | 5              | dân bầu và bầu bởi Hội nghị địa phương                             | 33     | 24,181     | 25                  | auc.km Lưu trữ ngày 30 tháng 10 năm 2009 tại Wayback Machine                      |
| CHDC Congo           | Nghị viện (Parlement)                | Quốc hội (Assemblée nationale)                                        | Hạ viện     | 5              | tỷ lệ danh sách mở                                                 | 500    | 143,425    | 50                  | assemblee-nationale.cd                                                            |
| CHDC Congo           | Nghị viện (Parlement)                | Thượng viện (Sénat)                                                   | Thượng viện | 5              | bầu bởi Hội nghị địa phương                                        | 108    | 664,008    | 233                 | senat.cd                                                                          |
| Cộng hòa Congo       | Nghị viện (Parlement)                | Quốc hội (Assemblée nationale)                                        | Hạ viện     | 5              | dân bầu                                                            | 153    | 28,537     | 119                 | assemblee-nationale.cg                                                            |
| Cộng hòa Congo       | Nghị viện (Parlement)                | Thượng viện (Sénat)                                                   | Thượng viện | 5              | bỏ phiếu gián tiếp                                                 | 52     | 83,966     | 350                 |                                                                                   |
| Bờ Biển Ngà          |                                      | Quốc hội (Assemblée nationale)                                        | Đơn viện    | 5              | đa số                                                              | 70     | 294,529    | 515                 | anci.ci Lưu trữ ngày 1 tháng 3 năm 2012 tại Wayback Machine                       |
| Djibouti             |                                      | Quốc hội (Assemblée nationale)                                        | Đơn viện    | 5              | dân bầu                                                            | 65     | 12,587     | 35                  | assemblee-nationale.dj Lưu trữ ngày 30 tháng 11 năm 2005 tại Wayback Machine      |
| Ai Cập               | Nghị viện (برلمان)                   | Hội nghị Nhân dân (مجلس الشعب Majilis Al-Sha'ab)                      | Đơn viện    | 5              | dân bầu và bổ nhiệm bởi Tổng thống                                 | 508    | 150,983    | 1,021               | parliament.gov.eg                                                                 |
| Guinea Xích Đạo      | Nghị viện                            | Viện đại diện Nhân dân (Cámara de Representantes del Pueblo)          | Hạ viện     | 5              | Đại diện tỷ lệ danh sách Đảng                                      | 100    | 16,220     | 172                 | presidencia-ge.org Lưu trữ ngày 22 tháng 1 năm 2016 tại Wayback Machine           |
| Guinea Xích Đạo      | Nghị viện                            | Thượng viện                                                           | Thượng viện |                | Nghị viện (55) và bổ nhiệm bởi Tổng thống (15)                     | 70     | 23,171     | 246                 |                                                                                   |
| Eritrea              |                                      | Quốc hội (Hagerawi Baito)                                             | Đơn viện    | 5              | Nghị viện                                                          | 104    | 50,878     | 38                  |                                                                                   |
| Eswatini             | Nghị viện (Liblanda)                 | Viện Hội nghị                                                         | Hạ viện     |                | đa số                                                              | 55     | 22,181     | 113                 |                                                                                   |
| Eswatini             | Nghị viện (Liblanda)                 | Thượng viện                                                           | Thượng viện |                | bổ nhiệm bởi vua                                                   | 30     | 40,666     | 207                 |                                                                                   |
| Ethiopia             | Nghị viện                            | Viện Đại diện Nhân dân (የሕዝብ ተወካዮች ምክር ቤት Yehizbtewekayoch Mekir Bet) | Hạ viện     | 5              | Nghị viện                                                          | 547    | 135,134    | 173                 | ethiopar.net Lưu trữ ngày 25 tháng 8 năm 2019 tại Wayback Machine                 |
| Ethiopia             | Nghị viện                            | Viện Liên bang (የፌዴሬሽን ምክር ቤት Yefedereshn Mekir Bet)                  | Thượng viện | 5              | bầu bởi hội nghị bang                                              | 112    | 659,986    | 847                 | hofethiopia.org Lưu trữ ngày 4 tháng 3 năm 2016 tại Wayback Machine               |
| Gabon                | Nghị viện (Parlement)                | Quốc hội (Assemblée nationale)                                        | Hạ viện     | 5              | dân bầu                                                            | 121    | 12,190     | 203                 | assemblee.ga                                                                      |
| Gabon                | Nghị viện (Parlement)                | Thượng viện (Sénat)                                                   | Thượng viện | 6              | bầu bởi hội đồng thành phố và hội nghị hành chính                  | 102    | 14,460     | 240                 | senatgabon.net Lưu trữ ngày 2 tháng 3 năm 2016 tại Wayback Machine                |
| Gambia               |                                      | Quốc hội                                                              | Đơn viện    | 5              | dân bầu và bổ nhiệm bởi Tổng thống                                 | 53     | 25,673     | 65                  | assembly.gov.gm Lưu trữ ngày 26 tháng 2 năm 2016 tại Wayback Machine              |
| Ghana                |                                      | Nghị viện                                                             | Đơn viện    | 4              | đa số                                                              | 228    | 106,286    | 328                 | parliament.gh                                                                     |
| Guinée               |                                      | Quốc hội (Assemblée nationale)                                        | Đơn viện    | 5              | tỷ lệ danh sách đóng                                               | 114    | 88,227     | 100                 |                                                                                   |
| Guiné-Bissau         |                                      | Quốc hội Nhân dân (Assembleia Nacional Popular)                       | Đơn viện    | 4              | tỷ lệ danh sách đóng                                               | 100    | 13,454     | 19                  | anpguinebissau.org Lưu trữ ngày 3 tháng 3 năm 2016 tại Wayback Machine            |
| Kenya                | Nghị viện                            | Quốc hội                                                              | Hạ viện     | 5              | song song                                                          | 349    | 126,182    | 118                 | parliament.go.ke                                                                  |
| Kenya                | Nghị viện                            | Thượng viện                                                           | Thượng viện | 5              | dân bầu và bổ nhiệm bởi Tổng thống                                 | 67     | 657,278    | 614                 | parliament.go.ke                                                                  |
| Lesotho              | Nghị viện                            | Quốc hội                                                              | Hạ viện     | 5              | dân bầu và tỷ lệ                                                   | 120    | 16,927     | 31                  | parliament.ls Lưu trữ ngày 17 tháng 6 năm 2017 tại Wayback Machine                |
| Lesotho              | Nghị viện                            | Thượng viện                                                           | Thượng viện | 5              | bổ nhiệm bởi người đứng đầu và bởi quy tắc Đảng                    | 33     | 61,556     | 115                 | parliament.ls Lưu trữ ngày 25 tháng 5 năm 2019 tại Wayback Machine                |
| Liberia              | Nghị viện                            | Viện Đại biểu (House of Representatives)                              | Hạ viện     | 6              | đa số                                                              | 73     | 47,624     | 24                  | legislature.gov.lr Lưu trữ ngày 19 tháng 12 năm 2012 tại archive.today            |
| Liberia              | Nghị viện                            | Thượng viện                                                           | Thượng viện | 9              | đa số                                                              | 30     | 115,896    | 58                  | legislature.gov.lr Lưu trữ ngày 19 tháng 12 năm 2012 tại archive.today            |
| Libya                |                                      | Hội đồng Đại biểu (مجلس النواب Majlis an-Nuwwab)                      | Đơn viện    |                |                                                                    | 200    | 28,353     | 187                 | hor.ly Lưu trữ ngày 22 tháng 10 năm 2014 tại Wayback Machine                      |
| Madagascar           | Nghị viện                            | Quốc hội (Antenimieram-Pirenena)                                      | Hạ viện     |                |                                                                    | 160    | 137,078    | 127                 | assemblee-nationale.mg Lưu trữ ngày 12 tháng 2 năm 2013 tại Wayback Machine       |
| Madagascar           | Nghị viện                            | Thượng viện (Sénat)                                                   | Thượng viện |                |                                                                    | 33     | 664,430    | 618                 | senat.mg Lưu trữ ngày 4 tháng 1 năm 2006 tại Wayback Machine                      |
| Malawi               |                                      | Quốc hội                                                              | Đơn viện    | 5              | Đầu phiếu đa số tương đối                                          | 194    | 76,809     | 71                  | parliament.gov.mw Lưu trữ ngày 18 tháng 3 năm 2020 tại Wayback Machine            |
| Mali                 |                                      | Quốc hội (Assemblée nationale)                                        | Đơn viện    | 4              | 147 được bầu theo khuôn khổ Hiến pháp. 13 ở ngoài lãnh thổ Mali.   | 160    | 90,732     | 111                 | assemblee-nationale.insti.ml Lưu trữ ngày 29 tháng 3 năm 2016 tại Wayback Machine |
| Mauritanie           | Nghị viện (Barlamene)                | Quốc hội (Al Jamiya al-Wataniyah)                                     | Hạ viện     | 5              | đấu lại                                                            | 81     | 37,888     | 87                  | assembleenationale.mr Lưu trữ ngày 3 tháng 3 năm 2016 tại Wayback Machine         |
| Mauritanie           | Nghị viện (Barlamene)                | Thượng viện (Majlis al-Shuyukh)                                       | Thượng viện | 6              | Bầu bởi Hội đồng Công xã                                           | 56     | 56,803     | 126                 | senat.mr Lưu trữ ngày 25 tháng 3 năm 2014 tại Wayback Machine                     |
| Mauritius            |                                      | Quốc hội                                                              | Đơn viện    | 5              |                                                                    | 70     | 17,614     | 275                 | gov.mu Lưu trữ ngày 6 tháng 12 năm 2009 tại Wayback Machine                       |
| Maroc                | Nghị viện                            | Hội nghị đại diện (Majlis al-Nuwab)                                   | Hạ viện     |                |                                                                    | 325    | 100,444    | 500                 | parlement.ma                                                                      |
| Maroc                | Nghị viện                            | Hội nghị Hội đồng (Majlis al-Mustasharin)                             | Thượng viện |                |                                                                    | 270    | 120,905    | 602                 | conseiller.ma Lưu trữ ngày 17 tháng 5 năm 2014 tại Wayback Machine                |
| Mozambique           |                                      | Quốc hội Cộng hòa (Assembleia da República)                           | Đơn viện    |                | tỷ lệ danh sách Đảng                                               | 250    | 85,588     | 95                  | parlamento.org.mz Lưu trữ ngày 27 tháng 4 năm 2013 tại Wayback Machine            |
| Namibia              | Nghị viện                            | Quốc hội                                                              | Hạ viện     |                |                                                                    | 78     | 26,923     | 201                 | parliament.gov.na Lưu trữ ngày 12 tháng 3 năm 2013 tại Wayback Machine            |
| Namibia              | Nghị viện                            | Hội đồng Quốc gia                                                     | Thượng viện |                |                                                                    | 26     | 80,769     | 605                 | parliament.gov.naLưu trữ ngày 19 tháng 1 năm 2013 tại Wayback Machine             |
| Niger                |                                      | Quốc hội (Assemblée nationale)                                        | Đơn viện    |                |                                                                    | 113    | 139,210    | 102                 | assemblee.ne Lưu trữ ngày 18 tháng 8 năm 2007 tại Wayback Machine                 |
| Nigeria              | Quốc hội                             | Viện Đại biểu (House of Representatives)                              | Hạ viện     |                |                                                                    | 360    | 388,898    | 1,148               | nass.gov.ng Lưu trữ ngày 20 tháng 2 năm 2016 tại Wayback Machine                  |
| Nigeria              | Quốc hội                             | Thượng viện                                                           | Thượng viện |                |                                                                    | 109    | 1,284,436  | 3,792               | nassnig.org Lưu trữ ngày 26 tháng 9 năm 2020 tại Wayback Machine                  |
| Rwanda               | Nghị viện (Inteko Ishinga Amategeko) | Viện Đại biểu (Umutwe w'Abadepite)                                    | Hạ viện     |                |                                                                    | 80     | 146,121    | 171                 | parliament.gov.rw                                                                 |
| Rwanda               | Nghị viện (Inteko Ishinga Amategeko) | Thượng viện (Umutwe wa Sena)                                          | Thượng viện |                |                                                                    | 26     | 449,603    | 526                 | parliament.gov.rw Lưu trữ ngày 17 tháng 2 năm 2016 tại Wayback Machine            |
| São Tomé và Príncipe |                                      | Quốc hội (Assembleia Nacional)                                        | Đơn viện    |                |                                                                    | 55     | 3,330      | 6                   | parlamento.st                                                                     |
| Sénégal              | Nghị viện                            | Quốc hội                                                              | Đơn viện    | 5              |                                                                    | 150    | 85,701     | 167                 | assemblee-nationale.sn                                                            |
| Seychelles           |                                      | Quốc hội                                                              | Đơn viện    |                |                                                                    | 31     | 2,709      | 72                  |                                                                                   |
| Sierra Leone         |                                      | Nghị viện                                                             | Đơn viện    |                |                                                                    | 124    | 40,136     | 41                  | sl-parliament.org Lưu trữ ngày 23 tháng 1 năm 2016 tại Wayback Machine            |
| Somalia              | Nghị viện Liên bang                  | Viện Nhân dân                                                         | Hạ viện     |                | bổ nhiệm                                                           | 275    | 36,675     | 21                  | parliament.gov.so Lưu trữ ngày 8 tháng 11 năm 2013 tại Wayback Machine            |
| Somalia              | Nghị viện Liên bang                  | Thượng viện                                                           | Thượng viện |                | không thiết lập cho tới nay, quyền lực điều hành bởi Viện Nhân dân | 56     | 180,100    | 103                 |                                                                                   |
| Nam Phi              | Nghị viện                            | Quốc hội                                                              | Hạ viện     |                |                                                                    | 400    | 126,466    | 1,387               | parliament.gov.za Lưu trữ ngày 21 tháng 4 năm 2012 tại Wayback Machine            |
| Nam Phi              | Nghị viện                            | Hội đồng Quốc gia Lãnh thổ                                            | Thượng viện |                |                                                                    | 90     | 562,075    | 6,168               | parliament.gov.za Lưu trữ ngày 12 tháng 4 năm 2008 tại Wayback Machine            |
| Nam Sudan            | Cơ quan lập pháp quốc gia            | Quốc hội Lập pháp                                                     | Hạ viện     |                |                                                                    | 170    | 48,591     | 81                  | goss.org Lưu trữ ngày 6 tháng 3 năm 2016 tại Wayback Machine                      |
| Nam Sudan            | Cơ quan lập pháp quốc gia            | Hội đồng Nhà nước                                                     | Thượng viện |                | Bổ nhiệm bởi Tổng thống                                            | 50     | 165,210    | 276                 | goss.org Lưu trữ ngày 6 tháng 3 năm 2016 tại Wayback Machine                      |
| Sudan                | Cơ quan lập pháp quốc gia            | Quốc hội (Majlis Watani)                                              | Hạ viện     |                |                                                                    | 450    | 68,653     | 197                 | parliament.gov.sd Lưu trữ ngày 24 tháng 8 năm 2011 tại Wayback Machine            |
| Sudan                | Cơ quan lập pháp quốc gia            | Hội đồng Nhà nước (Majlis Welayat)                                    | Thượng viện |                |                                                                    | 50     | 617,880    | 1,780               | councilofstates.gov.sd Lưu trữ ngày 4 tháng 3 năm 2016 tại Wayback Machine        |
| Tanzania             |                                      | Quốc hội (Bunge)                                                      | Đơn viện    |                |                                                                    | 357    | 120,974    | 178                 | parliament.go.tz                                                                  |
| Togo                 |                                      | Quốc hội (Assemblée nationale)                                        | Đơn viện    |                |                                                                    | 81     | 76,434     | 79                  | assemblee-nationale.tg Lưu trữ ngày 11 tháng 5 năm 2011 tại Wayback Machine       |
| Tunisia              |                                      | Quốc hội Đại diện Nhân dân (مجلس نواب الشعب Majless Noweb al Shaab)   | Đơn viện    |                |                                                                    | 217    | 49,188     | 465                 | arp.tn Lưu trữ ngày 11 tháng 7 năm 2021 tại Wayback Machine                       |
| Uganda               |                                      | Quốc hội                                                              | Đơn viện    |                |                                                                    | 375    | 87,839     | 123                 | parliament.go.ug                                                                  |
| Zambia               |                                      | Quốc hội                                                              | Đơn viện    |                |                                                                    | 150    | 87,284     | 145                 | parliament.gov.zm                                                                 |
| Zimbabwe             | Nghị viện                            | Viện Hội nghị                                                         | Hạ viện     |                |                                                                    | 210    | 61,971     | 29                  |                                                                                   |
| Zimbabwe             | Nghị viện                            | Thượng viện                                                           | Thượng viện |                |                                                                    | 40     | 325,350    | 153                 |                                                                                   |

#### Châu Mỹ
| Quốc gia                    | Tên cơ quan lập pháp                                              | Tên theo hệ thống                                                       | Hệ thống    | Nhiệm kỳ (năm)                               | Hệ thống bầu cử                                                                            | Số ghế | Dân số/ghế | GDP/ghế (Triệu USD) | Link                                                                        |
| --------------------------- | ----------------------------------------------------------------- | ----------------------------------------------------------------------- | ----------- | -------------------------------------------- | ------------------------------------------------------------------------------------------ | ------ | ---------- | ------------------- | --------------------------------------------------------------------------- |
| Antigua và Barbuda          | Nghị viện (Parliament)                                            | Viện đại biểu (House of Representatives)                                | Hạ viện     | 5                                            | Đầu phiếu đa số tương đối                                                                  | 19     | 4,305      | 82                  | ab.gov.ag Lưu trữ ngày 28 tháng 9 năm 2013 tại Wayback Machine              |
| Antigua và Barbuda          | Nghị viện (Parliament)                                            | Thượng viện (Senate)                                                    | Thượng viện | 5                                            | Bổ nhiệm bởi Toàn quyền                                                                    | 17     | 4,811      | 92                  | ab.gov.ag Lưu trữ ngày 30 tháng 9 năm 2015 tại Wayback Machine              |
| Argentina                   | Quốc hội (Congreso de la Nación Argentina)                        | Hạ nghị viện (Cámara de Diputados de la Nación)                         | Hạ viện     | 4                                            | tỷ lệ danh sách đóng                                                                       | 257    | 156,097    | 2,787               | diputados.gov.ar                                                            |
| Argentina                   | Quốc hội (Congreso de la Nación Argentina)                        | Thượng nghị viện (Senado de la Nación)                                  | Thượng viện | 6                                            | bầu trực tiếp                                                                              | 72     | 557,181    | 9,950               | senado.gov.ar                                                               |
| Bahamas                     | Nghị viện (Parliament)                                            | House of Assembly                                                       | Hạ viện     | 5                                            | quy tắc đa số                                                                              | 38     | 9,326      | 283                 | bahamas.gov.bs                                                              |
| Bahamas                     | Nghị viện (Parliament)                                            | Thượng viện                                                             | Thượng viện | 5                                            | bổ nhiệm bởi Toàn quyền                                                                    | 16     | 22,103     | 674                 | bahamas.gov.bs                                                              |
| Barbados                    | Nghị viện (Parliament)                                            | Viện Hội đồng (House of Assembly)                                       | Hạ viện     | 5                                            | dân bầu                                                                                    | 30     | 9,486      | 216                 | barbadosparliament.com Lưu trữ ngày 9 tháng 1 năm 2010 tại Wayback Machine  |
| Barbados                    | Nghị viện (Parliament)                                            | Thượng viện (Senate)                                                    | Thượng viện | 5                                            | bổ nhiệm bởi Toàn quyền                                                                    | 21     | 13,551     | 309                 | barbadosparliament.com Lưu trữ ngày 25 tháng 7 năm 2010 tại Wayback Machine |
| Belize                      | Quốc hội (National Assembly)                                      | Viện Đại biểu (House of Representatives)                                | Hạ viện     | 5                                            | dân bầu                                                                                    | 31     | 10,748     | 90                  | nationalassembly.gov.bz Lưu trữ ngày 4 tháng 3 năm 2016 tại Wayback Machine |
| Belize                      | Quốc hội (National Assembly)                                      | Thượng viện (Senate)                                                    | Thượng viện | 5                                            | bổ nhiệm bởi Toàn quyền                                                                    | 12     | 27,766     | 233                 | nationalassembly.gov.bz Lưu trữ ngày 3 tháng 3 năm 2016 tại Wayback Machine |
| Bolivia                     | Hội đồng Lập pháp Đa dân tộc (Asamblea Legislativa Plurinacional) | Viện Dân biểu (Cámara de Diputados)                                     | Hạ viện     | 5                                            | đa số và tỷ lệ danh sách đóng                                                              | 130    | 83,905     | 391                 | diputados.bo Lưu trữ ngày 25 tháng 2 năm 2016 tại Wayback Machine           |
| Bolivia                     | Hội đồng Lập pháp Đa dân tộc (Asamblea Legislativa Plurinacional) | Viện Thượng nghị sĩ (Cámara de Senadores)                               | Thượng viện | 5                                            | tỷ lệ danh sách đóng                                                                       | 36     | 302,993    | 1,414               | senado.bo Lưu trữ ngày 1 tháng 4 năm 2005 tại Wayback Machine               |
| Brasil                      | Quốc hội (Congresso Nacional)                                     | Viện Đại biểu (Câmara dos Deputados)                                    | Hạ viện     | 4                                            | tỷ lệ danh sách mở                                                                         | 513    | 371,798    | 4,471               | camara.leg.br                                                               |
| Brasil                      | Quốc hội (Congresso Nacional)                                     | Thượng viện Liên bang (Senado Federal)                                  | Thượng viện | 8                                            | đa số                                                                                      | 81     | 2,354,724  | 28,320              | senado.leg.br                                                               |
| Canada                      | Nghị viện (Parlement)                                             | Viện Thứ Dân (Chambre des communes)                                     | Hạ viện     | 5 năm, có thể tổ chức trước khi hết nhiệm kỳ | Đầu phiếu đa số tương đối                                                                  | 308    | 108,690    | 4,532               | parl.gc.ca Lưu trữ ngày 7 tháng 2 năm 2011 tại Wayback Machine              |
| Canada                      | Nghị viện (Parlement)                                             | Thượng viện (Sénat)                                                     | Thượng viện | Không quá 75, hoặc từ chức.                  | bổ nhiệm bởi Toàn quyền                                                                    | 105    | 318,825    | 13,296              | sen.parl.gc.ca                                                              |
| Chile                       | Đại hội Quốc gia (Congreso Nacional)                              | Viện Đại biểu (Cámara de Diputados)                                     | Hạ viện     | 4                                            | dân bầu                                                                                    | 120    | 145,021    | 2,496               | camara.cl Lưu trữ ngày 9 tháng 7 năm 2007 tại Wayback Machine               |
| Chile                       | Đại hội Quốc gia (Congreso Nacional)                              | Thượng viện Cộng hòa (Senado de la República)                           | Thượng viện | 8                                            | dân bầu                                                                                    | 38     | 457,963    | 7,885               | senado.cl                                                                   |
| Colombia                    | Đại hội (Congreso)                                                | Hạ viện (Cámara de Representantes)                                      | Hạ viện     | 4                                            | dân bầu                                                                                    | 166    | 279,556    | 2,843               | camararep.gov.co Lưu trữ ngày 6 tháng 8 năm 2006 tại Wayback Machine        |
| Colombia                    | Đại hội (Congreso)                                                | Thượng viện (Senado)                                                    | Thượng viện | 4                                            | dân bầu                                                                                    | 102    | 454,964    | 4,627               | senado.gov.co                                                               |
| Costa Rica                  |                                                                   | Hội nghị Lập pháp (Asamblea Legislativa)                                | Đơn viện    | 4                                            | dân bầu                                                                                    | 57     | 75,468     | 965                 | asamblea.go.cr                                                              |
| Cuba                        |                                                                   | Quốc hội của Chính quyền Nhân dân (Asamblea Nacional del Poder Popular) | Đơn viện    | 5                                            | dân bầu và chấp thuận bởi Ủy ban ứng viên đặc biệt                                         | 614    | 18,308     | 185                 | parlamentocubano.cu Lưu trữ ngày 8 tháng 7 năm 2016 tại Wayback Machine     |
| Dominica                    |                                                                   | Viện Hội nghị                                                           | Đơn viện    | 5                                            | dân bầu và bổ nhiệm bởi Tổng thống                                                         | 21     | 3,394      | 46                  | dominica.gov.dm Lưu trữ ngày 23 tháng 8 năm 2020 tại Wayback Machine        |
| Cộng hòa Dominica           | Đại hội Quốc gia (Congreso Nacional)                              | Viện Đại biểu (Cámara de Diputados)                                     | Hạ viện     | 4                                            | dân bầu                                                                                    | 183    | 51,520     | 510                 | camaradediputados.gob.do                                                    |
| Cộng hòa Dominica           | Đại hội Quốc gia (Congreso Nacional)                              | Thượng viện (Senado)                                                    | Thượng viện | 4                                            | dân bầu                                                                                    | 32     | 293,088    | 2,918               | senado.gov.do                                                               |
| Ecuador                     |                                                                   | Quốc hội (Asamblea Nacional)                                            | Đơn viện    | 4                                            | tỷ lệ danh sách đóng                                                                       | 124    | 116,802    | 1,028               | asambleanacional.gob.ec                                                     |
| El Salvador                 |                                                                   | Hội nghị Lập pháp (Asamblea Legislativa)                                | Đơn viện    | 3                                            | dân bầu                                                                                    | 84     | 68,382     | 530                 | asamblea.gob.sv Lưu trữ ngày 23 tháng 9 năm 2015 tại Wayback Machine        |
| Grenada                     | Nghị viện                                                         | Viện Đại biểu (House of Representatives)                                | Hạ viện     | 5                                            | dân bầu                                                                                    | 15     | 7,333      | 96                  | gov.gd Lưu trữ ngày 4 tháng 6 năm 2018 tại Wayback Machine                  |
| Grenada                     | Nghị viện                                                         | Thượng viện                                                             | Thượng viện | 5                                            | bổ nhiệm bởi chính quyền và bởi lãnh đạo đối lập                                           | 13     | 8,461      | 111                 | gov.gd Lưu trữ ngày 4 tháng 6 năm 2018 tại Wayback Machine                  |
| Guatemala                   |                                                                   | Đại hội Cộng hòa (Congreso de la República)                             | Đơn viện    | 4                                            | tỷ lệ danh sách đóng                                                                       | 158    | 80,557     | 472                 | congreso.gob.gt                                                             |
| Guyana                      |                                                                   | Quốc hội                                                                | Đơn viện    | 5                                            | dân bầu và bổ nhiệm bởi Tổng thống                                                         | 65     | 11,583     | 88                  | parliament.gov.gy                                                           |
| Haiti                       | Quốc hội (Assemblée nationale)                                    | Viện Đại biểu (Chambre des Députés)                                     | Hạ viện     | 4                                            | tỷ lệ                                                                                      | 99     | 98,181     | 124                 | parlementhaitien.ht Lưu trữ ngày 8 tháng 8 năm 2018 tại Wayback Machine     |
| Haiti                       | Quốc hội (Assemblée nationale)                                    | Thượng viện (Sénat)                                                     | Thượng viện | 6                                            |                                                                                            | 30     | 323,997    | 412                 | parlementhaitien.ht Lưu trữ ngày 8 tháng 8 năm 2018 tại Wayback Machine     |
| Honduras                    |                                                                   | Đại hội Quốc gia (Congreso Nacional)                                    | Đơn viện    | 4                                            | tỷ lệ danh sách mở                                                                         | 128    | 58,823     | 278                 | congresonacional.hn                                                         |
| Jamaica                     | Nghị viện                                                         | Viện Đại biểu (House of Representatives)                                | Hạ viện     | 5                                            | dân bầu                                                                                    | 63     | 45,860     | 392                 | japarliament.gov.jm                                                         |
| Jamaica                     | Nghị viện                                                         | Thượng viện                                                             | Thượng viện | 5                                            | bổ nhiệm bởi Toàn quyền                                                                    | 20     | 144,459    | 1,237               | japarliament.gov.jm                                                         |
| México                      | Quốc hội (Congreso de la Unión)                                   | Hạ viện (Cámara de Diputados)                                           | Hạ viện     | 3                                            | Bỏ phiếu song song: Phương pháp kế thừa lớn nhất (Mức chỉ tiêu) (200 ghế) / FPTP (300 ghế) | 500    | 227,821    | 3,323               | diputados.gob.mx                                                            |
| México                      | Quốc hội (Congreso de la Unión)                                   | Thượng viện (Cámara de Senadores)                                       | Thượng viện |                                              | Bỏ phiếu song song: Phương pháp kế thừa lớn nhất (Mức chỉ tiêu)                            | 128    | 889,926    | 12,981              | senado.gob.mx                                                               |
| Nicaragua                   |                                                                   | Quốc hội (Asamblea Nacional)                                            | Đơn viện    |                                              |                                                                                            | 92     | 64,034     | 205                 | asamblea.gob.ni                                                             |
| Panama                      |                                                                   | Quốc hội (Asamblea Nacional)                                            | Đơn viện    |                                              |                                                                                            | 71     | 47,969     | 712                 | asamblea.gob.pa                                                             |
| Paraguay                    | Đại hội (Congreso)                                                | Viện Đại biểu (Cámara de Diputados)                                     | Hạ viện     |                                              |                                                                                            | 80     | 80,681     | 441                 | diputados.gov.py                                                            |
| Paraguay                    | Đại hội (Congreso)                                                | Viện Thượng nghị sĩ (Cámara de Senadores)                               | Thượng viện |                                              |                                                                                            | 45     | 143,434    | 785                 | senado.gov.py Lưu trữ ngày 28 tháng 3 năm 2013 tại Wayback Machine          |
| Peru                        |                                                                   | Đại hội Cộng hòa (Congreso de la República)                             | Đơn viện    |                                              |                                                                                            | 130    | 217,082    | 2,322               | congreso.gob.pe                                                             |
| Saint Kitts và Nevis        |                                                                   | Quốc hội (National Assembly)                                            | Đơn viện    |                                              |                                                                                            | 15     | 3,686      | 58                  |                                                                             |
| Saint Lucia                 | Nghị viện                                                         | Hạ viện                                                                 | Hạ viện     |                                              |                                                                                            | 17     | 10,221     | 123                 |                                                                             |
| Saint Lucia                 | Nghị viện                                                         | Thượng viện                                                             | Thượng viện |                                              |                                                                                            | 11     | 15,796     | 191                 |                                                                             |
| Saint Vincent và Grenadines |                                                                   | Nghị viện                                                               | Đơn viện    |                                              |                                                                                            | 21     | 5,714      | 59                  |                                                                             |
| Suriname                    |                                                                   | Quốc hội (Nationale Assemblée)                                          | Đơn viện    |                                              |                                                                                            | 51     | 10,470     | 99                  | dna.sr                                                                      |
| Trinidad và Tobago          | Nghị viện                                                         | Viện Đại biểu (House of Representatives)                                | Hạ viện     |                                              |                                                                                            | 41     | 32,139     | 647                 | ttparliament.org                                                            |
| Trinidad và Tobago          | Nghị viện                                                         | Thượng viện                                                             | Thượng viện |                                              |                                                                                            | 31     | 42,506     | 856                 | ttparliament.org                                                            |
| Hoa Kỳ                      | Quốc hội (Congress)                                               | Hạ viện (House of Representatives)                                      | Hạ viện     | 2                                            | đa số                                                                                      | 435    | 722,636    | 34,698              | house.gov                                                                   |
| Hoa Kỳ                      | Quốc hội (Congress)                                               | Thượng viện (Senate)                                                    | Thượng viện | 6                                            | đa số                                                                                      | 100    | 3,143,467  | 215,623             | senate.gov                                                                  |
| Uruguay                     | Quốc hội chung (Asamblea General)                                 | Viện Đại biểu (Cámara de Diputados)                                     | Hạ viện     |                                              |                                                                                            | 99     | 33,195     | 514                 | parlamento.gub.uy                                                           |
| Uruguay                     | Quốc hội chung (Asamblea General)                                 | Viện Thượng nghị sĩ (Cámara de Senadores)                               | Thượng viện |                                              |                                                                                            | 30     | 109,543    | 1,696               | parlamento.gub.uy                                                           |
| Venezuela                   |                                                                   | Quốc hội (Asamblea Nacional)                                            | Đơn viện    |                                              |                                                                                            | 165    | 175,430    | 2,267               | asambleanacional.gob.ve                                                     |

#### Châu Úc
| Quốc gia          | Tên cơ quan lập pháp                  | Tên theo hệ thống                        | Hệ thống    | Nhiệm kỳ (năm) | Hệ thống bầu cử                                | Số ghế | Dân số/ghế | GDP/ghế (Triệu USD) | Link                                                                   |
| ----------------- | ------------------------------------- | ---------------------------------------- | ----------- | -------------- | ---------------------------------------------- | ------ | ---------- | ------------------- | ---------------------------------------------------------------------- |
| Úc                | Quốc hội (Parliament)                 | Hạ viện (House of Representatives)       | Hạ viện     | 3              | ưu tiên hệ thống bỏ phiếu lại lập tức          | 150    | 154,200    | 6,096               | aph.gov.au                                                             |
| Úc                | Quốc hội (Parliament)                 | Thượng viện (Senate)                     | Thượng viện | 6              | Hệ thống chuyển phiếu một lần                  | 76     | 304,342    | 12,032              | aph.gov.au                                                             |
| Fiji              |                                       | Nghị viện                                | Đơn viện    | 4              | tỷ lệ danh sách mở                             | 50     | 16,745     | 82                  | Archive                                                                |
| Kiribati          |                                       | Quốc hội (Maneaba ni Maungatabu)         | Đơn viện    | 4              | dân bầu và bổ nhiệm Rabi Hội đồng của Lãnh đạo | 46     | 2,239      | 13                  | parliament.gov.ki Lưu trữ ngày 6 tháng 7 năm 2011 tại Wayback Machine  |
| Quần đảo Marshall |                                       | Cơ quan Lập pháp (Nitijela)              | Đơn viện    | 4              | Một lần và nhiều thành viên khu vực bầu cử     | 33     | 2,060      | 4                   | rminitijela.org                                                        |
| Micronesia        |                                       | Đại hội                                  | Đơn viện    | 4              | 10 bởi FPTP và 4 bởi tỷ lệ                     | 14     | 7,642      | 25                  | fsmcongress.fm Lưu trữ ngày 8 tháng 10 năm 2007 tại Wayback Machine    |
| Nauru             |                                       | Nghị viện                                | Đơn viện    |                |                                                | 18     | 521        | 3                   | naurugov.nr                                                            |
| New Zealand       |                                       | Viện Đại biểu (House of Representatives) | Đơn viện    |                | hỗn hợp                                        | 120    | 33,566     | 1,018               | parliament.nz                                                          |
| Palau             | Đại hội Quốc gia (Olbiil era Kelulau) | Viện đại biểu                            | Hạ viện     |                | đa số                                          | 16     | 1,309      | 17                  | palaugov.org                                                           |
| Palau             | Đại hội Quốc gia (Olbiil era Kelulau) | Thượng viện                              | Thượng viện |                | đa số                                          | 9      | 2,328      | 31                  | palaugov.org                                                           |
| Papua New Guinea  |                                       | Nghị viện Quốc gia                       | Đơn viện    |                |                                                | 109    | 56,766     | 154                 | parliament.gov.pg                                                      |
| Samoa             |                                       | Legislative Assembly (Fono)              | Đơn viện    |                |                                                | 49     | 3,965      | 22                  | parliament.gov.ws Lưu trữ ngày 23 tháng 7 năm 2005 tại Wayback Machine |
| Quần đảo Solomon  |                                       | Nghị viện Quốc gia                       | Đơn viện    |                |                                                | 50     | 10,460     | 34                  | parliament.gov.sb Lưu trữ ngày 3 tháng 3 năm 2016 tại Wayback Machine  |
| Tonga             |                                       | Quốc hội                                 | Đơn viện    |                |                                                | 26     | 3,962      | 29                  | parliament.gov.to                                                      |
| Tuvalu            |                                       | Nghị viện (Palamene)                     | Đơn viện    |                |                                                | 15     | 666        | 2                   | parliament.gov.tv Lưu trữ ngày 24 tháng 5 năm 2013 tại Wayback Machine |
| Vanuatu           |                                       | Nghị viện (Parlement)                    | Đơn viện    | 4              |                                                | 52     | 4319       | 14                  | parliament.gov.vu Lưu trữ ngày 6 tháng 3 năm 2016 tại Wayback Machine  |